# فرانک مک‌گینس
فرانک مک‌گینس (انگلیسی: Frank McGuinness؛ زادهٔ ۲۹ ژوئیهٔ ۱۹۵۳) نمایشنامه‌نویس، شاعر، ترجمه اهل جمهوری ایرلند است. دو نمایشنامه از او در ایران منتشر شده است. 
زن خانه به دوش با ترجمه‌ی حمید احیاء
ساعت ملاقات با ترجمه‌ی حمید دشتی